# Wohn- und Wirtschaftsgebäude Wohlde 7
Das Wohn- und Wirtschaftsgebäude Wohlde 7 in Winkelsett, Samtgemeinde Harpstedt, stammt wohl aus der Mitte des 19. Jahrhunderts.
Das Gebäude steht unter Denkmalschutz (Siehe auch Liste der Baudenkmale in Winkelsett).

## Geschichte
Die Anlage unter hohem Baumbestand besteht aus
- dem eingeschossigen giebelständigen Wohn- und Wirtschaftsgebäude von um 1850 als Zweiständerhallenhaus in Fachwerk mit Steinausfachungen, mit Krüppelwalmdach, Niedersachsengiebel und Inschrift am Giebelbalken („Ahlert Rüssen • Anna Catharine Rüssen g. Meyern • Gott segne dieses Haus und Alle ...“),
- anderen nicht denkmalgeschützten Nebengebäuden.

Die Landesdenkmalpflege befand: „...geschichtliche Bedeutung ... als beispielhaftes Fachwerkhallenhaus aus der Mitte des 19. Jhs. ...“.